# Голубятников, Фёдор Поликарпович
Фёдор Поликарпович Голубятников (1914 — неизвестно, Горловка, Донецкая область) — забойщик шахты имени Румянцева треста «Калининуголь» Министерства угольной промышленности Украинской ССР. Герой Социалистического Труда (1957).

## Биография
Родился в 1914 году на территории современной Харьковской области. В довоенное время трудился на различных шахтах Донбасса. В послевоенное время — забойщик шахты имени Румянцева треста «Калининуголь». Досрочно выполнил плановые задания Четвёртой пятилетки (1946—1950) на 198 %. За выдающиеся трудовые достижения по итогам этой пятилетки был награждён медалью «За трудовое отличие» и по итогам работы первых двух лет Пятой пятилетки (1951—1955) — Орденом Трудового Красного Знамени.
В последующие годы Пятой пятилетки продолжал показывать высокие трудовые результаты. Досрочно выполнил личные социалистические обязательства и плановые задания этой пятилетки по добыче угля. Указом Президиума Верховного Совета СССР от 26 апреля 1957 года удостоен звания Героя Социалистического Труда за «выдающиеся успехи, достигнутые в деле развития угольной промышленности в годы пятилетки и в 1956 году» с вручением ордена Ленина и золотой медали «Серп и Молот» (№ 7728).
После выхода на пенсию проживал в Горловке. С 1970 года — персональный пенсионер союзного значения. Дата смерти не установлена.
Награды
- Герой Социалистического Труда
- Орден Ленина
- Орден Трудового Красного Знамени (19.09.1952)
- Медаль «За трудовую доблесть» (04.09.1948)
- Почётный гражданин Горловки.